# Эдвардс (авиабаза)
Авиабаза «Эдвардс» (англ. Edwards Air Force Base; до 1949 года называлась «Мюрок») — авиационная база ВВС Соединённых Штатов, расположенная в США, штат Калифорния примерно в 30 км от городов Ланкастер и Розамонд. Своё название база получила в честь лётчика-испытателя ВВС США Глена Эдвардса (1918—1948).
Среди прочих сооружений, на авиабазе имеется ВПП 17/35, являющаяся самой протяжённой ВПП в мире на 1995, её длина — 11,92 км; однако, в силу своего военного статуса и грунтового покрытия, она не предназначена для приёма гражданских судов. Она была открыта для приземлений испытательной модели космического корабля «Энтерпрайз». Авиабаза использовалась для приземления «челноков Спейс шаттл», являясь для них резервным аэродромом, наряду с основным во Флориде.

## История создания
База была основана в 1932 году. С 1938 года использовалась в качестве учебно-испытательного комплекса, например, в 1942 году здесь испытывался Bell P-59 Airacomet. С 1951 года носит название «The U.S. Air Force Flight Test Center».